# Gare de La Courneuve - Aubervilliers
Ne doit pas être confondu avec Gare de Dugny - La Courneuve.
La gare de La Courneuve - Aubervilliers est une gare ferroviaire française de la ligne de La Plaine à Hirson et Anor (frontière). Située sur le territoire de la commune de La Courneuve (Seine-Saint-Denis) et à proximité d'Aubervilliers, elle est desservie par la ligne B du RER d'Île-de-France.

## Situation ferroviaire
Établie à 38 mètres d'altitude, la gare de La Courneuve - Aubervilliers est située au point kilométrique 6,312 de la ligne de La Plaine à Hirson et Anor (frontière), entre les gares de La Plaine Stade de France et Le Bourget.

## Histoire
La gare, ouverte en 1885, fut initialement utilisée tant pour le fret que pour le transport de voyageurs. La fermeture des usines proches de cette gare a fait disparaître son activité fret ; des voies de garage et un embranchement particulier (ce dernier traverse l'avenue Victor-Hugo), qui desservaient l'usine KDI, existent encore bien qu'étant désaffectés.
Dans le cadre de la modernisation « RER B Nord + », le STIF a confirmé un crédit de 6,4 millions d'euros pour rénover la gare et la rendre accessible aux personnes à mobilité réduite (rehaussement des quais, ascenseur...). Les travaux ont dû être réalisés du premier trimestre 2011 à octobre 2012. Le quai Est sur les voies directes est rehaussé durant l'été 2023.

## Fréquentation
De 2015 à 2021, selon les estimations de la SNCF, la fréquentation annuelle de la gare s'élève aux nombres indiqués dans le tableau ci-dessous.
| Année     | 2015       | 2016       | 2017       | 2018       | 2019       | 2020      | 2021       |
| --------- | ---------- | ---------- | ---------- | ---------- | ---------- | --------- | ---------- |
| Voyageurs | 13 002 415 | 13 519 983 | 14 019 873 | 14 288 840 | 14 517 022 | 7 295 836 | 10 752 022 |

## Service des voyageurs

### Accueil
Les voies jouxtent l'autoroute A86, dont elle partage les ouvrages anti-bruit. Dans le hall de la gare, se trouvent une boulangerie et un restaurant.

### Desserte
La gare est desservie par les trains de la ligne B du RER.

### Intermodalité
Des lignes de transports en commun routiers ont un arrêt à proximité de la gare :
- les lignes 143, 150, 250 et 253 du réseau de bus RATP, à l'arrêt : La Courneuve Aubervilliers RER ;
- la ligne 249 du réseau de bus RATP, aux arrêts : La Courneuve Aubervilliers RER et Général Schramm ;
- la ligne N43 du service de bus de nuit Noctilien, à l'arrêt : La Courneuve Aubervilliers RER ;
- la ligne 302 du réseau de bus RATP, aux arrêts : Michelet (direction Paris Gare du Nord) et Langevin Wallon (direction La Courneuve - Six Routes).

La gare est située à 700 m environ au sud de la station La Courneuve - Six Routes de la ligne 1 du tramway d'Île-de-France.

### Projet: éventuelle correspondance avec la ligne 12 du métro
Le schéma directeur de la région Île-de-France (SDRIF) dans sa version de 2008 évoquait également un ultime terminus de la ligne 12 du métro de Paris (prolongée à Mairie d'Aubervilliers le 31 mai 2022) à la station du tramway T1 La Courneuve - Six Routes, qui permettrait également une correspondance entre la ligne 12 et la ligne B du RER à cette gare-ci, mais ce projet ne figure plus dans la version de 2013 de ce schéma directeur.

## À proximité

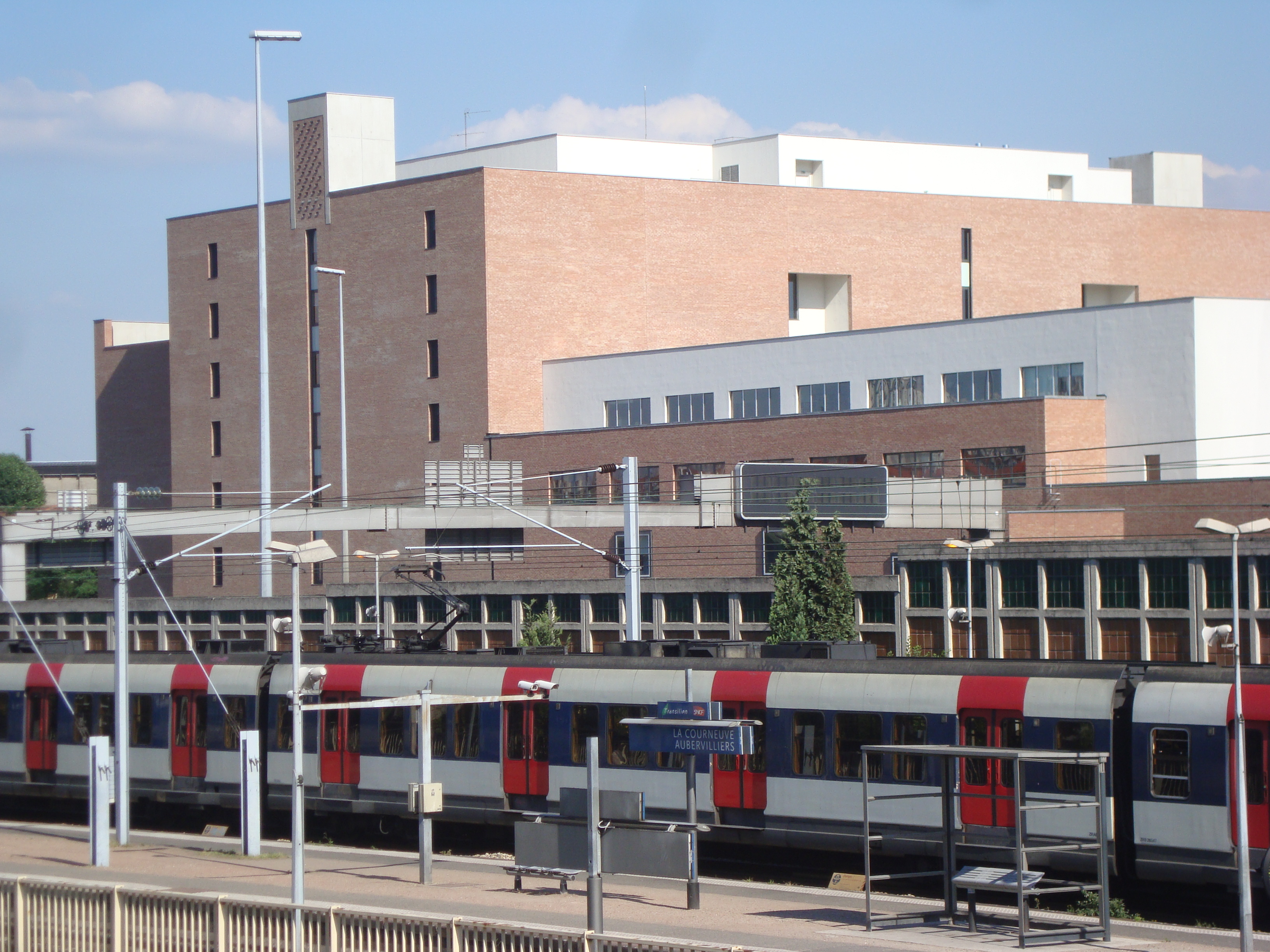
Bâtiment des Archives diplomatiques avec, au premier plan, la gare RER.

Inauguré en 2009, le bâtiment des Archives diplomatiques, conçu par l'architecte Henri Gaudin, se trouve à proximité immédiate de la gare.
La Cité des 4000 se trouve également à proximité.

## Galerie de photographies

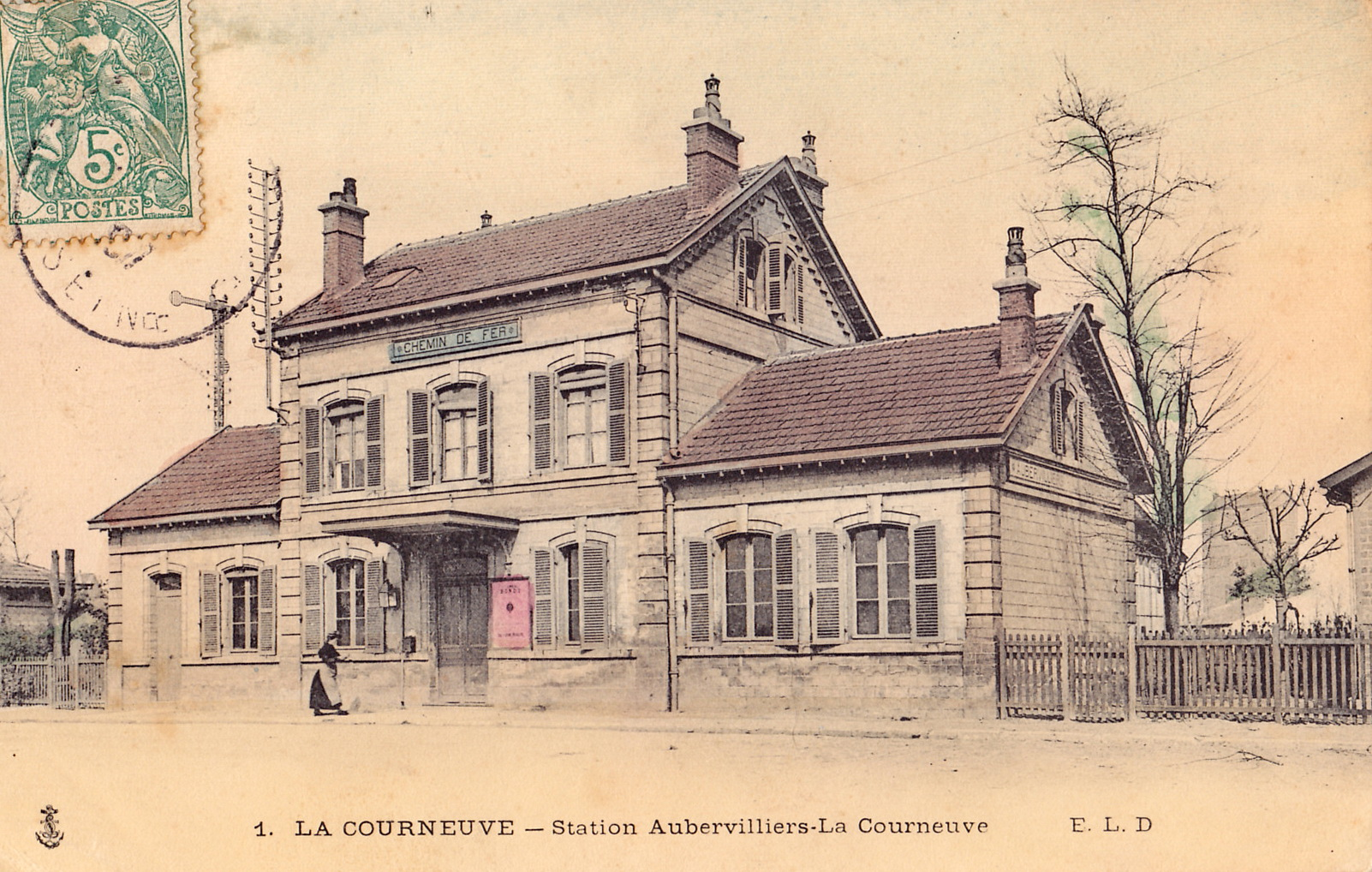
La gare, au tout début du XXe siècle. Elle s'appelait alors Aubervilliers - La Courneuve.
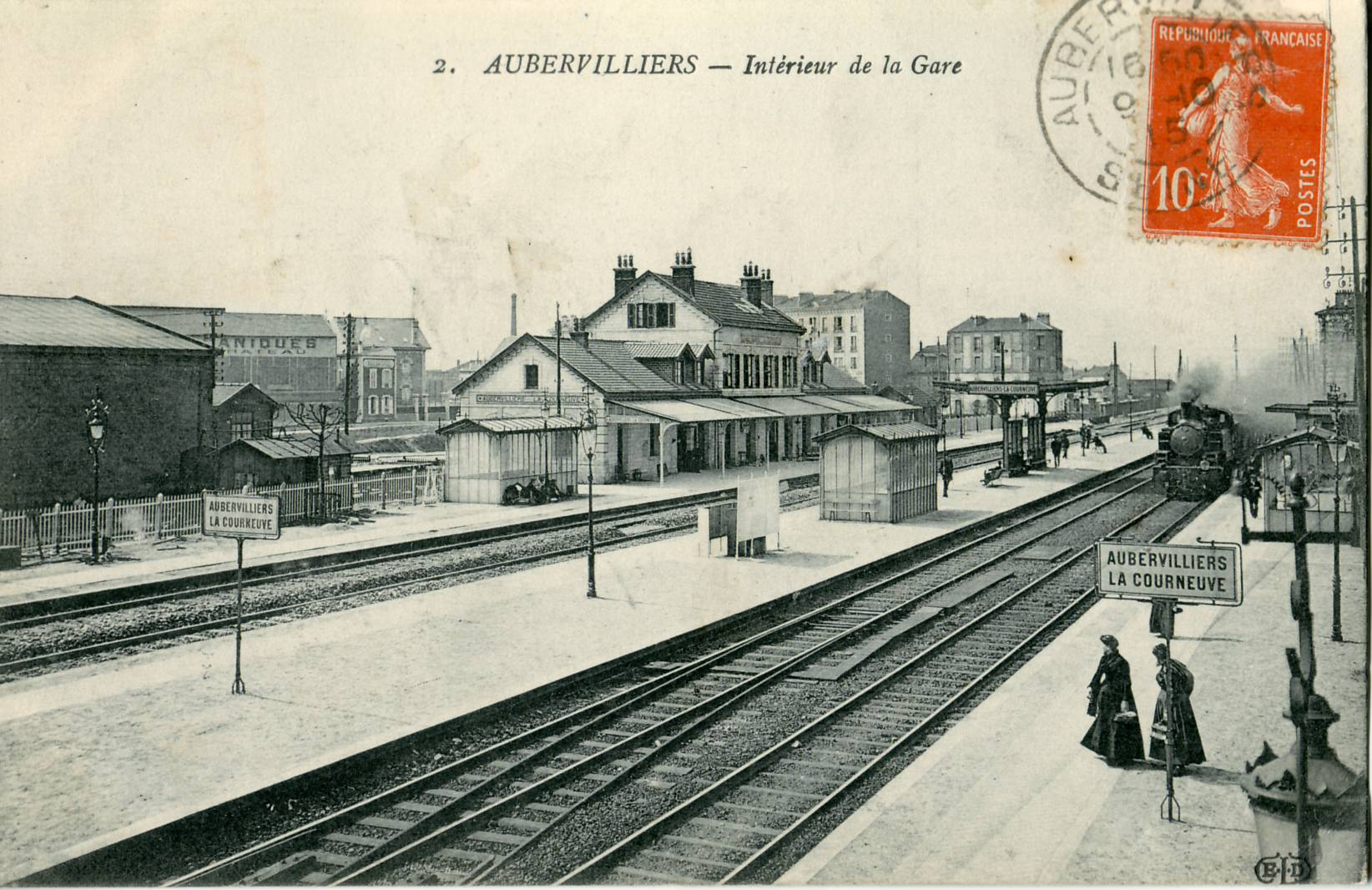
Intérieur de la gare, à la même époque.
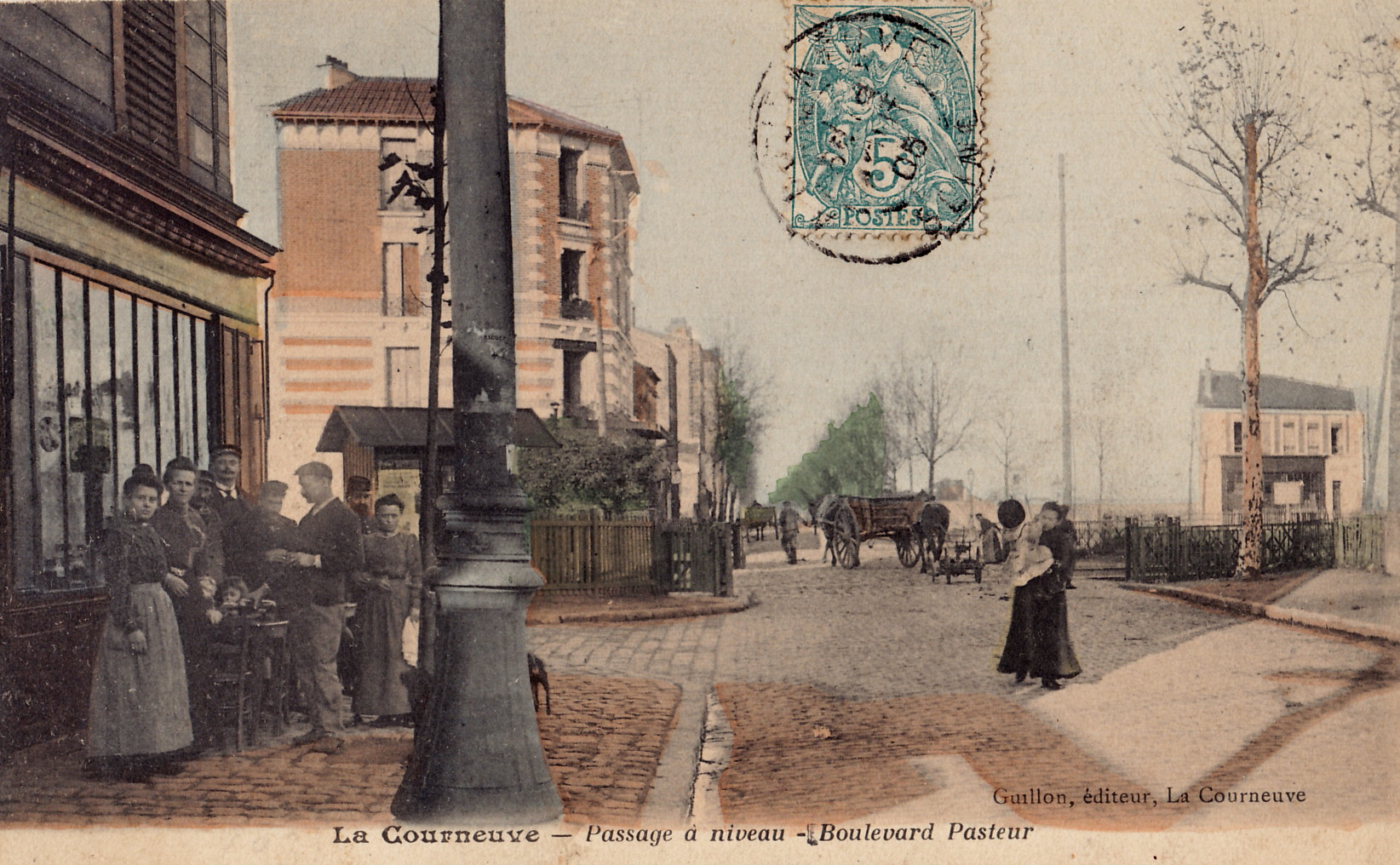
Le boulevard Pasteur était coupé par un passage à niveau, vers 1905.

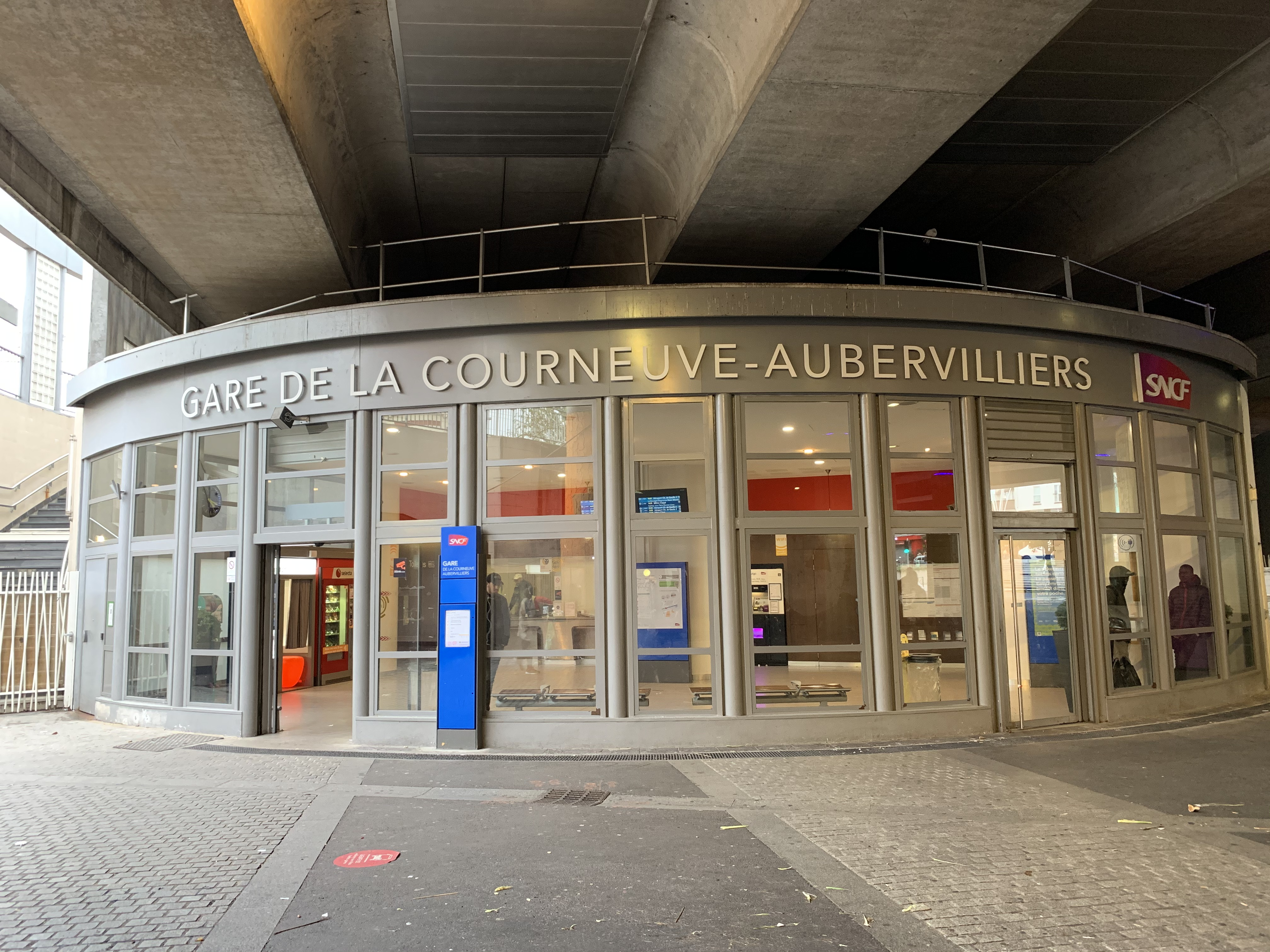
Accueil de la gare.
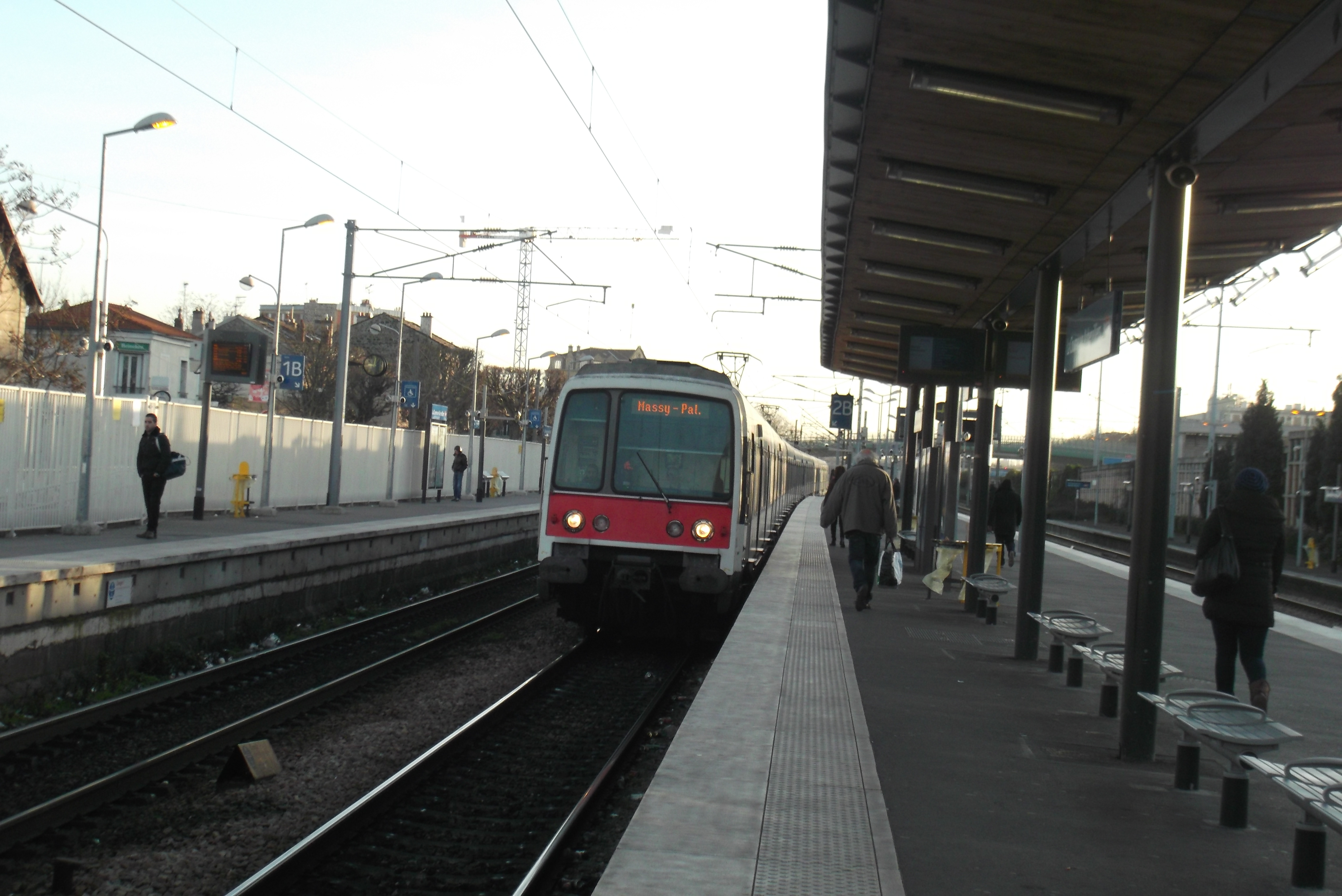
Rame MI 84 entrant en gare.
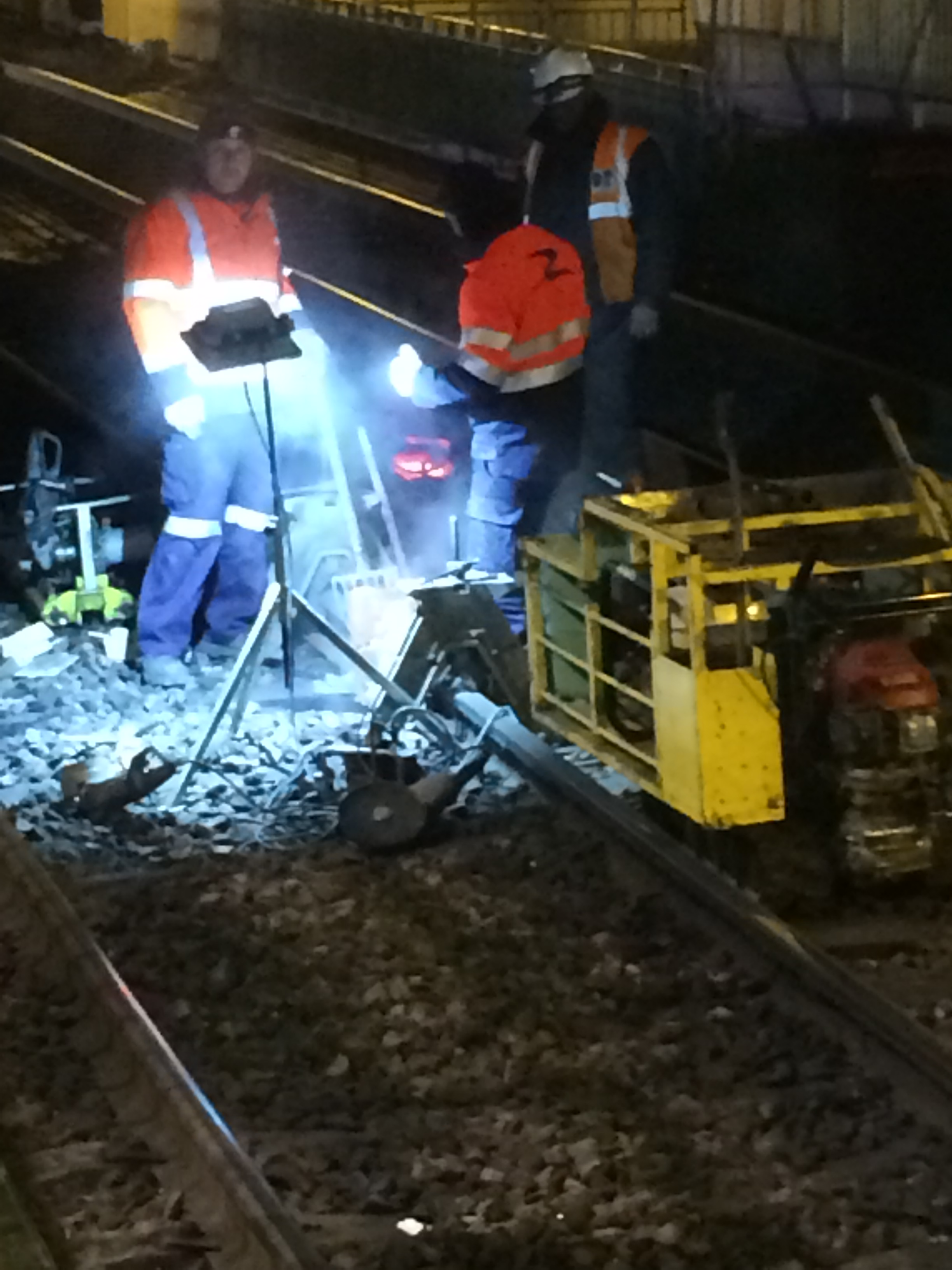
Soudage d'un rail de nuit, en gare.
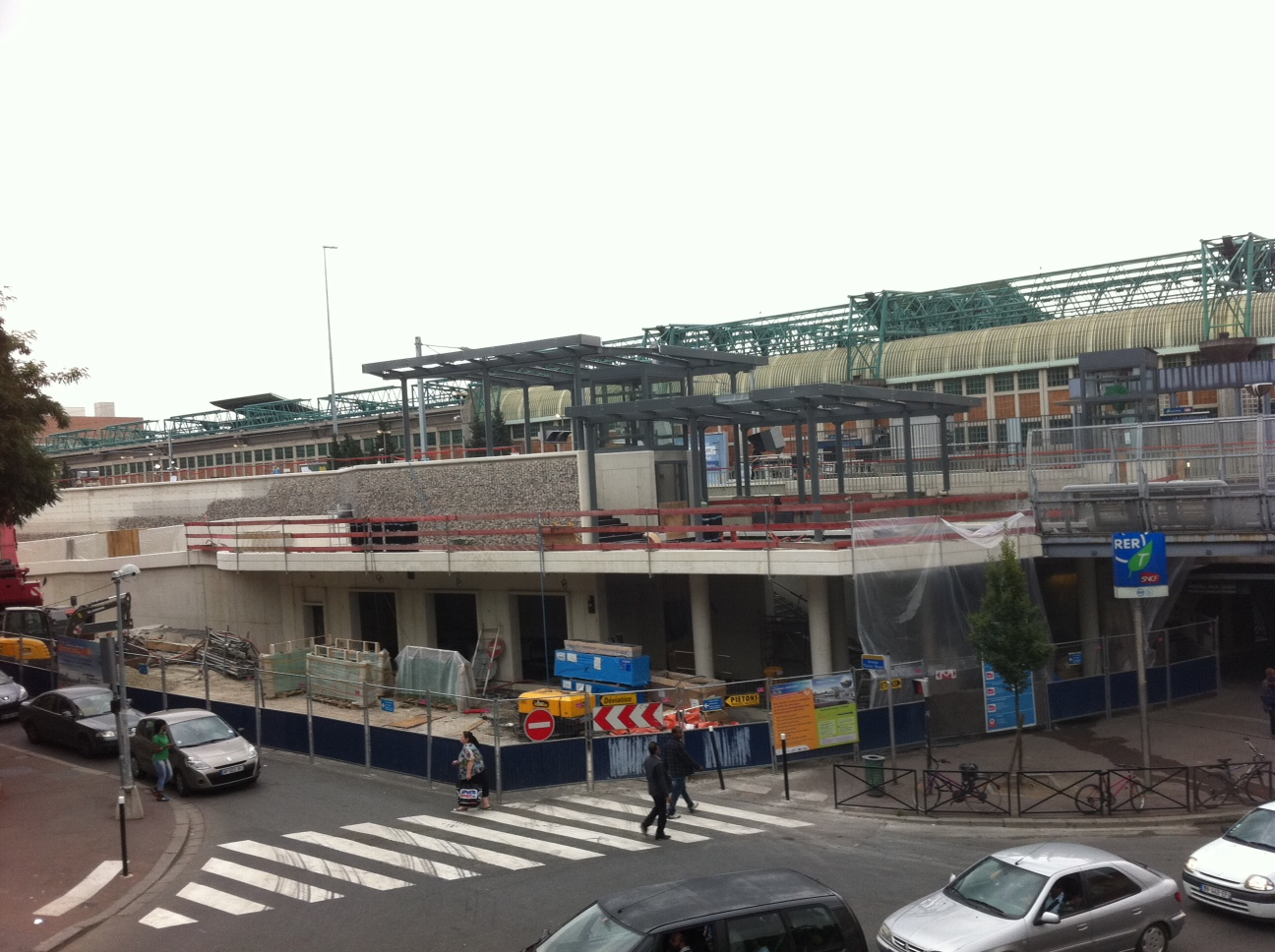
Travaux de rénovation, en 2012.